# یواس‌اس واناماسا (وای‌تی‌بی-۸۲۰)
یواس‌اس واناماسا (وای‌تی‌بی-۸۲۰) (به انگلیسی: USS Wanamassa (YTB-820)) یک کشتی است که طول آن ۱۰۸ فوت (۳۳ متر) می‌باشد. این کشتی در سال ۱۹۷۳ ساخته شد.